# ماهی لوتی نیل
ماهی لوتی نیل با نام علمی Lates niloticus یک گونه از ماهی‌های آب شیرین است این ماهی از تیرهٔ سوف‌های بزرگ از راستهٔ سوف‌ماهی‌سانان است. این ماهی در سراسر قلمرو آفریقای گرمسیری یافت می‌شود و بومی رود کنگو، نیل، رود سنگال، رودخانه نیجر، دریاچه‌های چاد، ولتا، تورکانا و بستر دیگر رودها است همچنین در آب‌های لب‌شور دریاچه مریوط مصر نیز یافت می‌شود.
این ماهی از نظر اقتصادی و نقش در زنجیرهٔ غذایی در شرق آفریقا بسیار با اهمیت است. در زبان هوسه نام این ماهی به معنی «فیل آب» است.

## توصیف
ماهی لوتی نیل به رنگ نقره ای با سایه ای از آبی است. چشمانی سیاه دارد که حلقه ای روشن و به رنگ زرد کمرنگ پیرامون آن است. این ماهی یکی از بزرگترین ماهی‌های آب شیرین است و می‌تواند در بیشترین حالت به طول ۲ متر و سنگینی ۲۰۰ کیلوگرم برسد. اما به‌طور میانگین درازی آنها ۱٫۲۱ تا ۱٫۳۷ متر است. ماهی‌های بزرگسال بخش‌هایی از دریاچه را که اکسیژن کافی داشته باشد مال خود می‌کنند در حالی که ماهی‌های جوان در بخش‌های کم عمق یا ساحلی زندگی می‌کنند.
این ماهی به شدت درنده است و قدرت را در قلمرو بدست می‌گیرد. خوراک ماهی‌های لوتی نیل، ماهی‌های دیگر (حتی از گونهٔ خودشان)، سخت‌پوستان و حشرات است و جوان‌های آنها از زئوپلانکتون تغذیه می‌کنند.
ماهی‌های لوتی با زندگی در گروه‌های بزرگ از خودشان در برابر دیگر شکارچیان محافظت می‌کنند.